# Park (pays de Galles)
Pour les articles homonymes, voir Park.
Park (en anglais) ou Y Parc (en gallois) est une communauté du borough de comté de Merthyr Tydfil, au pays de Galles.

## Géographie
Park est située juste au nord du centre-ville de Merthyr Tydfil. La communauté comprend les quartiers d'Abermorlais, Georgetown, Williamstown et The Quar. Elle doit son nom au parc de 64 hectares qui entoure le château de Cyfarthfa (en), un manoir construit en 1824 pour le compte de l'industriel William Crawshay II (en), propriétaire des aciéries Cyfarthfa Ironworks.

## Démographie
Au recensement de 2011, la communauté de Park comptait 4 326 habitants.